# フィーバースピリットI
フィーバースピリットⅠは、1990年8月にSANKYOが発売した、パチンコ機のシリーズ名。
フィーバースピリットⅠの1機種のみある。

## 概要
ドラム型のデジパチ。中央の横ラインと斜め2ラインの計3ラインが有効ラインとなっている。
大当たり終了後は保留玉連荘がしやすくなっている。
保留玉連荘仕様のプログラムがフィーバーレクサスシリーズと似ているが、レクサスシリーズにある開店時の初回の回転で大当たり確率が上がる仕様がなくなっている。

## スペック
- フィーバースピリットⅠ
  - 賞球数 7&13
  - 大当たり最高継続 10R
  - 大当たり確率 1/247

## 図柄
- 1～9の奇数5種類
- F

## 演出
以前の機種より有効ラインが減ったものの、トリプルリーチが新たに搭載され注目を集めた。